# 암스테르담 국제 다큐멘터리 영화제
암스테르담 국제 다큐멘터리 영화제(International Documentary Film Festival Amsterdam; IDFA)는 네덜란드 암스테르담에서 매년 열리는 세계 최대 다큐멘터리 영화제이다. 1988년 처음으로 개최됐다. IDFA의 목적은 창의적인 다큐멘터리 영화 제작을 증진하고 보다 많은 관객들이 이를 즐기게끔 하는 것이다. 초기에는 암스테르담 중심에 있는 레이체 광장에서 작은 축제로 열렸으나 점차 확대되어 다양한 장소에서 축제가 진행되었고, 현재는 11일 간 200여 개의 작품을 상영하는 대규모 영화제로 커졌다.

## 수상
6개의 경쟁 부문이 있다.
- VPRO IDFA Award for Best Feature-Length Documentary: 장편 작품 (60분 이상)을 대상으로 한다. 과거 "요리스 이벤스상"이 이 상이다.
- NPS IDFA Award for Best Mid-Length Documentary: 중편 작품 (30~60분)을 대상으로 한다.
- IDFA Award for Best Short Documentary: 단편 작품 (30분 미만)을 대상으로 한다.
- IDFA Award for Best First Appearance: 우수 데뷔 작품
- IDFA Award for Best Student Documentary: 우수 학생 작품. 전세계 학생 작품들을 대상으로 한다.
- Dioraphte IDFA Award for Dutch Documentary: 우수 네덜란드 작품

경쟁 부문 외에도 다양한 비경쟁 부문 상이 있다.